# Давудов, Давуд Джафар оглы
Давуд Джафар оглы Давудов (азерб. Davud Cəfər oğlu Davudov; род. 1 апреля 1932, Кашкачай, Кахский район) — советский азербайджанский работник пищевой промышленности, лауреат Государственной премии СССР (1983).

## Биография
Родился 1 апреля 1932 года в селе Кашкачай Кахского района Азербайджанской ССР.
Начал трудовую деятельность в 1950 году. С 1964 года — обвальщик мяса мясо-жирового производства Шекинского мясо-молочного комбината.
Давуд Давудов в своей работе применял новые способы и передовую практику обвалки мяса. План одиннадцатой пятилетки Давуд Давудов выполнил за 2 года и 10 месяцев, в октябре 1983 года, а уже к 1986 году выполнил 10 годовых планов.
Постановлением ЦК КПСС и Совета Министров СССР от 7 ноября 1983 года за большой личный вклад в дело повышения культуры и качества обслуживания населения Давудову Давуду Джафар оглы присуждена Государственная премия СССР.
Активно участвовал в общественной жизни. Член КПСС с 1972 года. Делегат XXVI съезда КПСС, XXIX и XXX съездов КП Азербайджана.